# Loudy Tourky
Loudy Tourky, född den 7 juli 1979 i Haifa i Israel, är en australisk simhoppare.
Hon tog OS-brons i höga hopp i samband med de olympiska simhoppstävlingarna 2004 i Aten.